# Tjärnen på berget, Värmland
Tjärnen på berget är en sjö i Torsby kommun i Värmland och ingår i Göta älvs huvudavrinningsområde.